# Metabelbella kosarovi
Metabelbella kosarovi är en kvalsterart som beskrevs av Jeleva 1970. Metabelbella kosarovi ingår i släktet Metabelbella och familjen Damaeidae. Inga underarter finns listade i Catalogue of Life.